# Maison de naissance de Jean-Sébastien Bach
Pour les articles homonymes, voir Bach (homonymie).
La maison de Jean-Sébastien Bach (Bachhaus, en allemand) est une maison-musée de style manoir (ackerbürgerhaus) du XVe siècle, située à Eisenach en Thuringe en Allemagne, ville où est né Jean-Sébastien Bach (1685-1750), et où il a vécu pendant une partie de son enfance. Un important musée lui est dédié depuis le 27 mai 1907,.

## Historique

### Jean-Sébastien Bach
La famille Bach est une très importante famille allemande de musiciens de Thuringe, du début de XVIe siècle jusqu'à la fin du XVIIIe siècle.

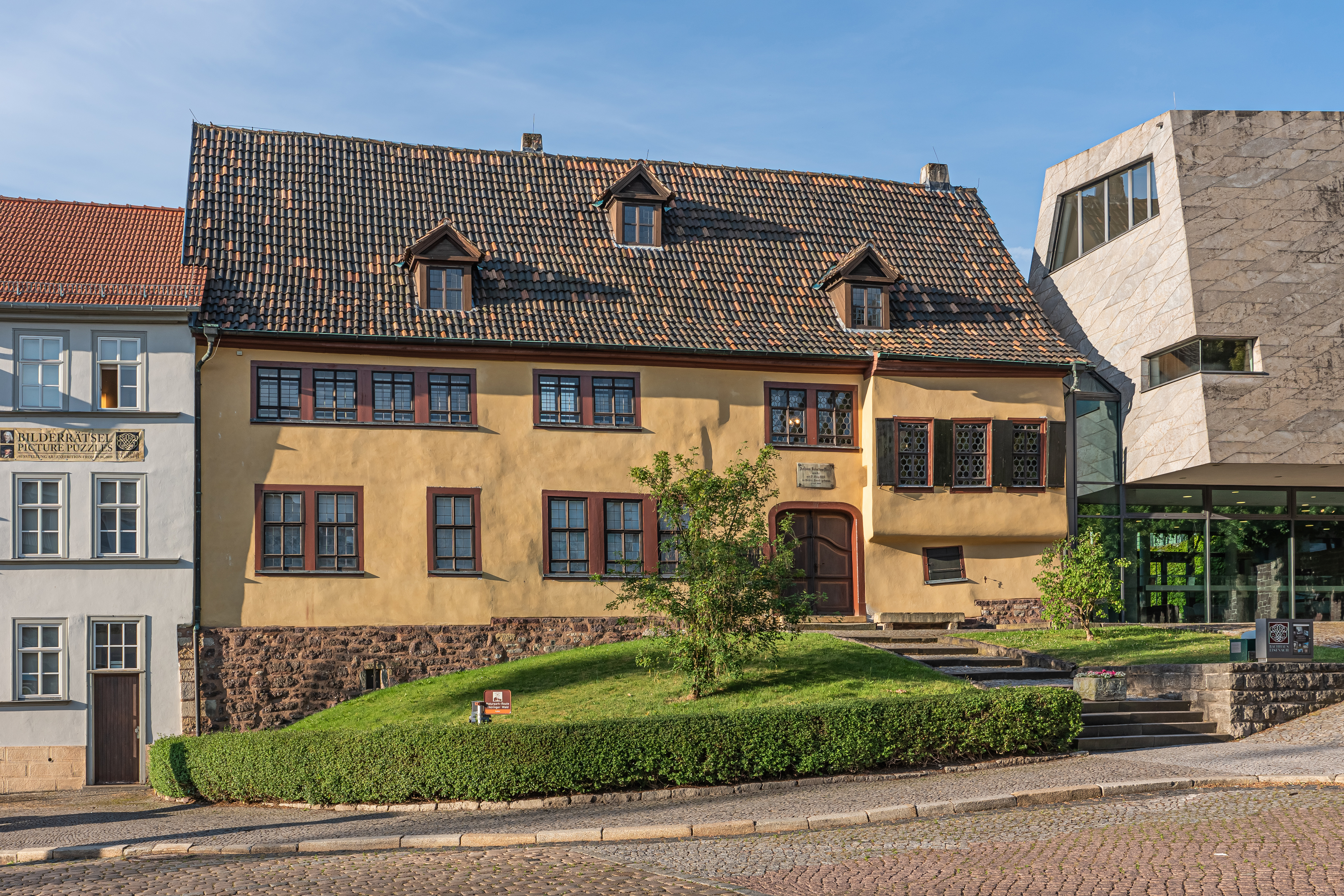
Coté rue
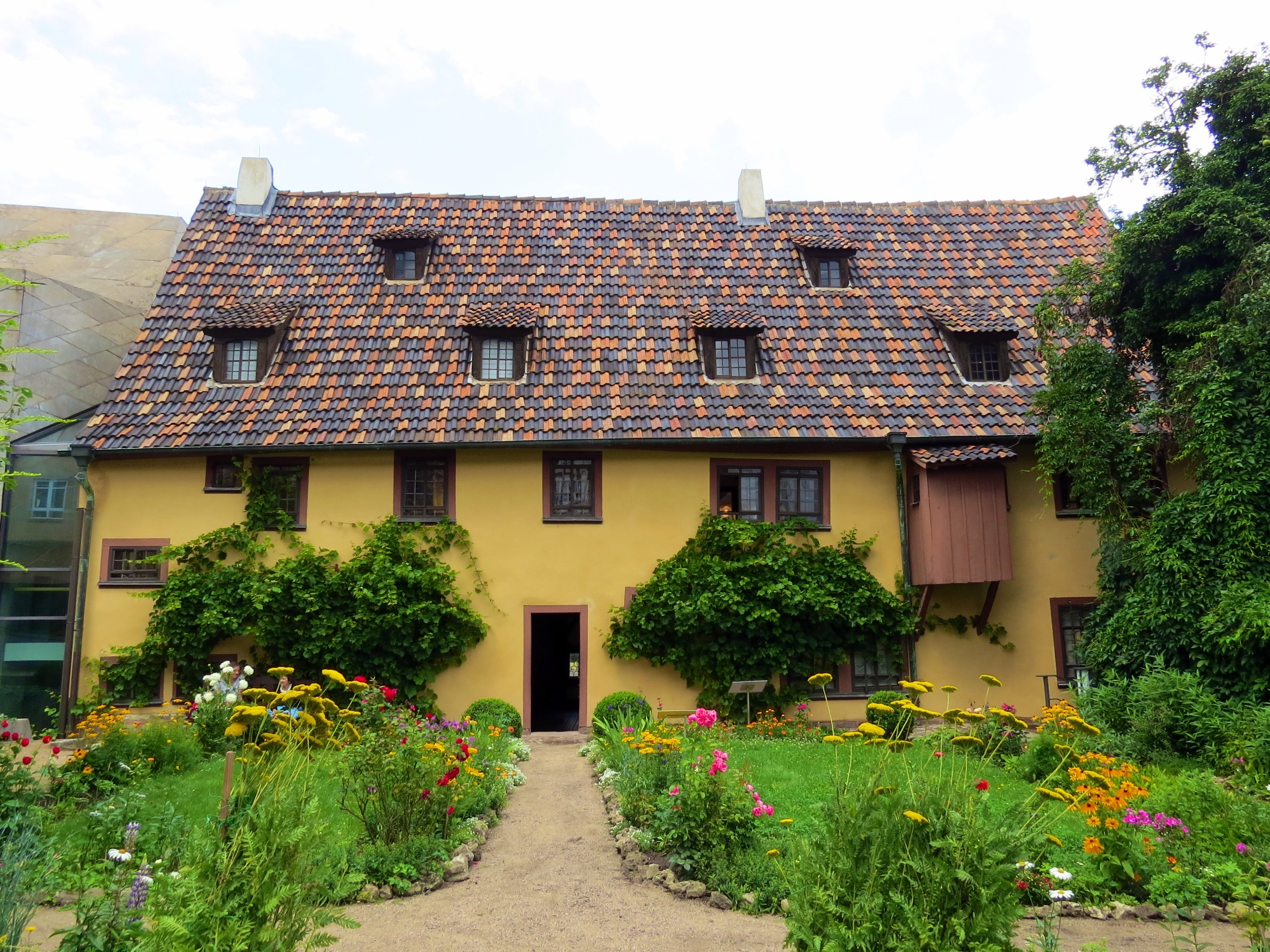
Coté jardin
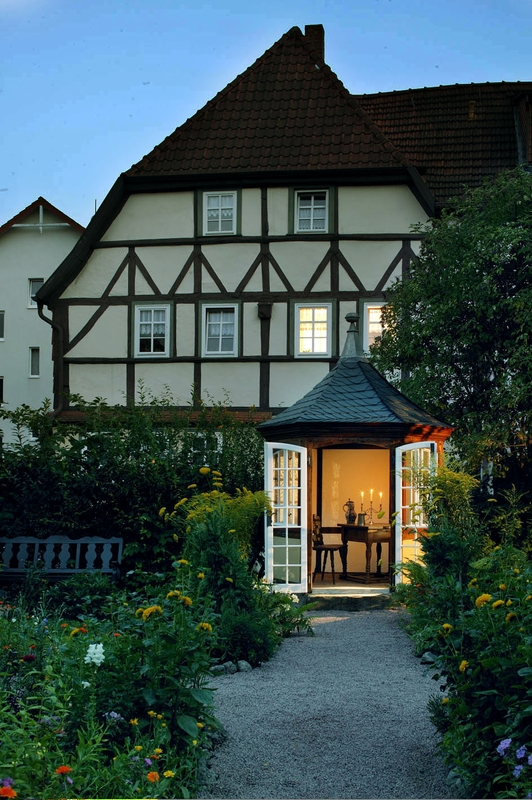
Maison 11 Rittergasse

En 1671 Johann Ambrosius Bach (1645-1695, père musicien de Jean-Sébastien) accepte un poste de directeur de musique d'Eisenach, et loue des chambres dans une maison du 11 Rittergasse (juste au sud du jardin du musée actuel), puis achète une maison de la Fleischgass voisine en 1674 (probablement la Lutherstraße 35, maison disparue depuis, à 100 m au nord du musée actuel).

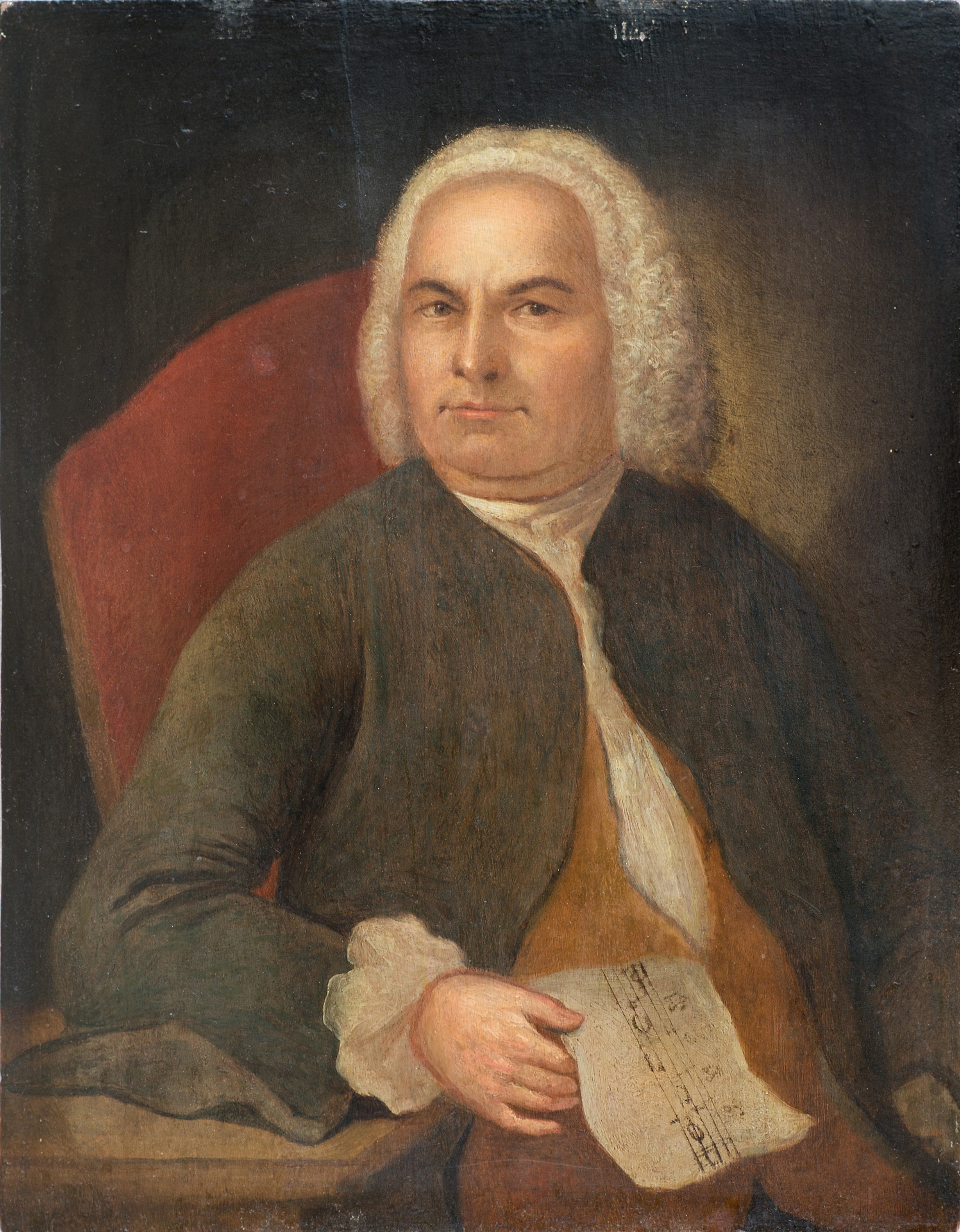
J. S. Bach
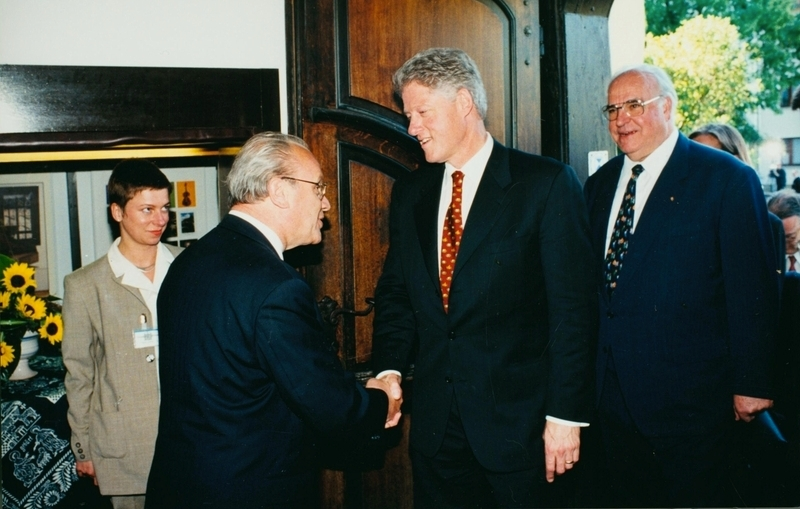
Visite par les chefs d'État Bill Clinton et Helmut Kohl en 1998
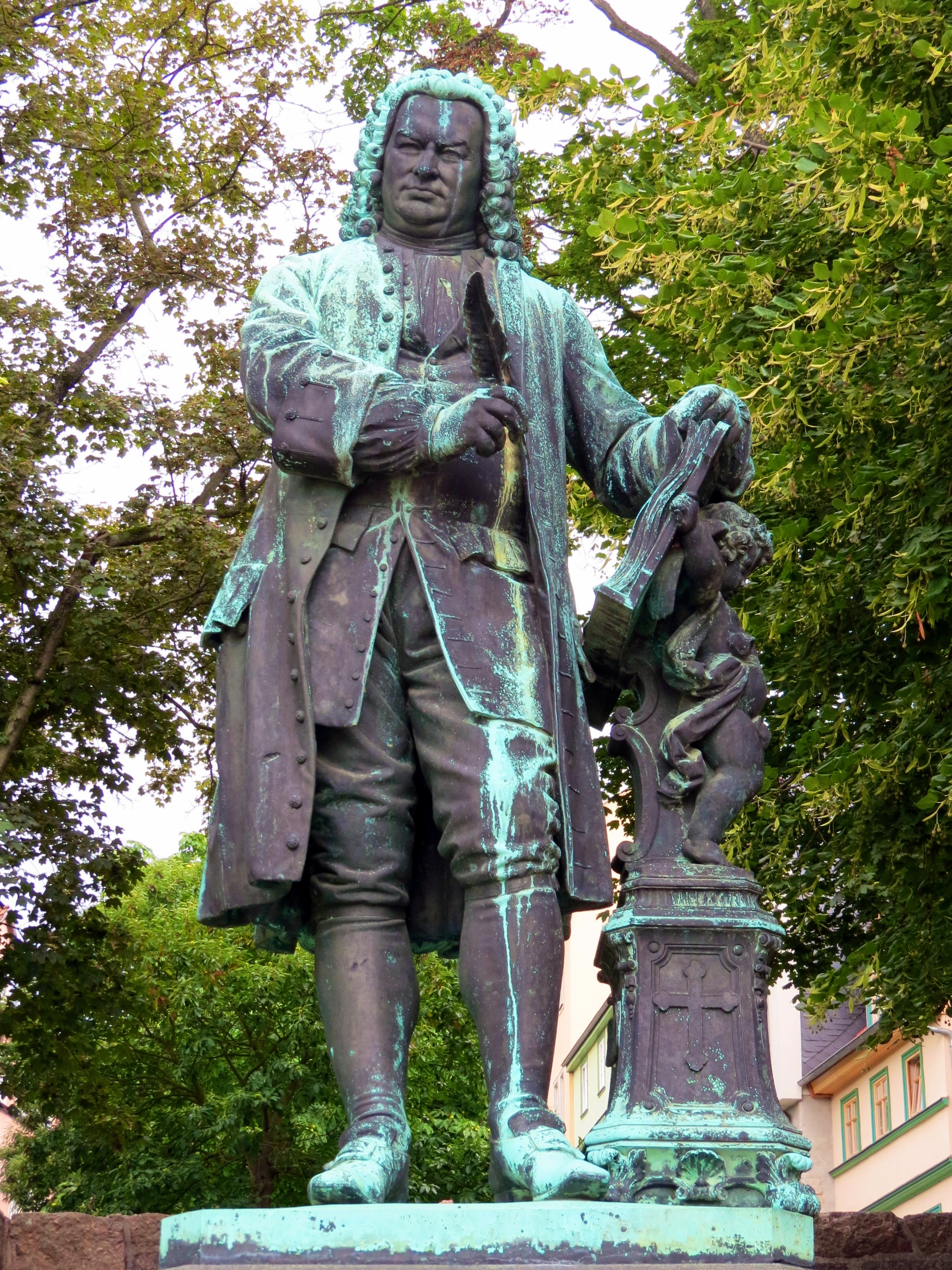
J. S. Bach

Jean-Sébastien Bach naît le 21 mars 1685, dans une de ses deux maisons, puis passe ses 10 premières années dans la seconde, où son père apprend très tôt à ses enfants la musique et à jouer des instruments à cordes et à vent dans une ambiance familiale musicale. À la suite du décès précoce de ses parents, il part vivre durant cinq ans avec son frère Johann Jacob Bach III avec la famille de leur frère aîné Johann Christoph Bach III à Ohrdruf, qui lui apprend le clavecin (enfance de Jean-Sébastien Bach à Eisenach). La maison appartient un temps aux descendants héritiers de la famille Bach.

### Musée

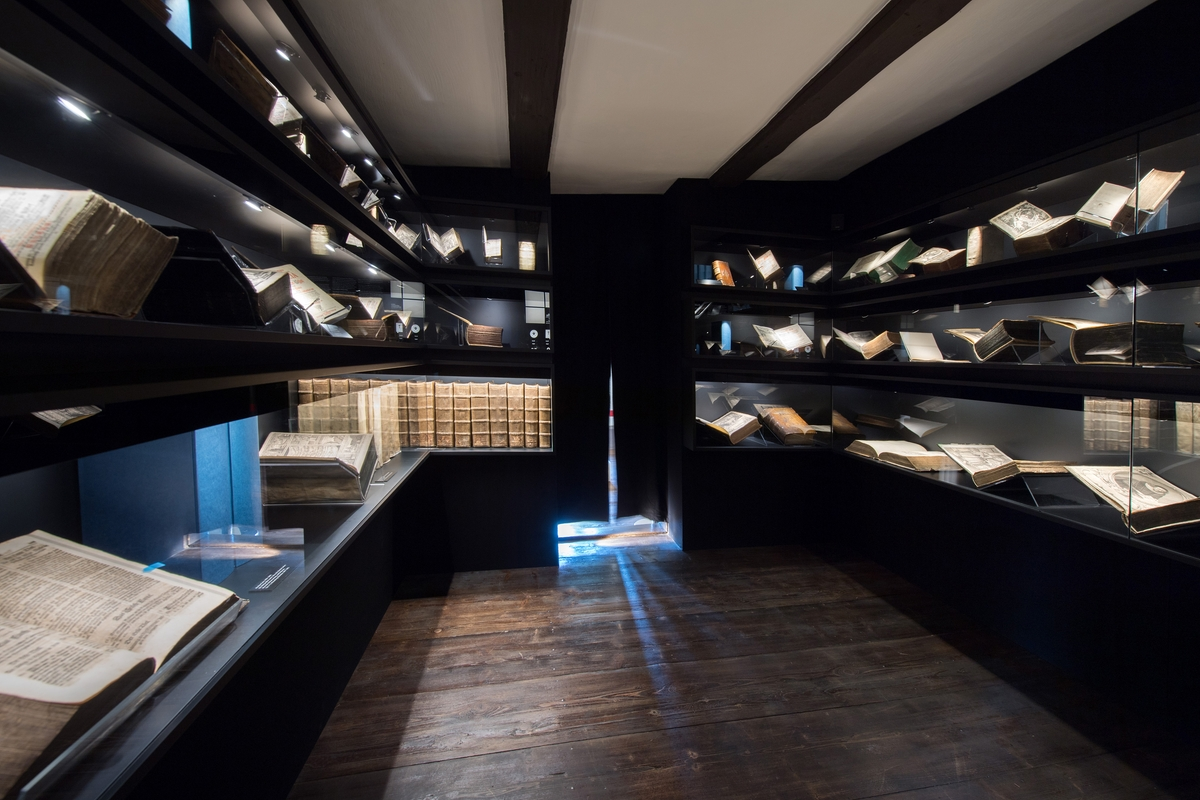

En 1905, la Neue Bachgesellschaft (Nouvelle Société Bach) de la Bosehaus de Leipzig, avec le soutien financier du Kaiser Guillaume II, achète cette maison à colombages avec jardin de 1456, une des plus anciennes du quartier, proche de celles de la famille Bach, pour y inaugurer le 27 mai 1907 le premier musée du monde dédié à Bach, avec plaque commémorative de maison de naissance au dessus de la porte. Un raid aérien du 23 novembre 1944 et des tirs d'artillerie de l'armée américaine du 5 avril 1945 lui causent d'importants dégâts à la fin de la Seconde Guerre mondiale. Le commandant américain de la ville ordonne sa réparation, pour le rouvrir un an plus tard dans la future Allemagne de l'Est (RDA), jusqu’à la réunification allemande de 1990. La maison est depuis plusieurs fois rénovée, modifiée, et étendue sur les maisons voisines. À ce jour, ce musée de 600 m2 est un des plus importants musées de musique d'Allemagne, avec le Beethoven-Haus de Bonn, avec environ 60 000 visiteurs annuels.

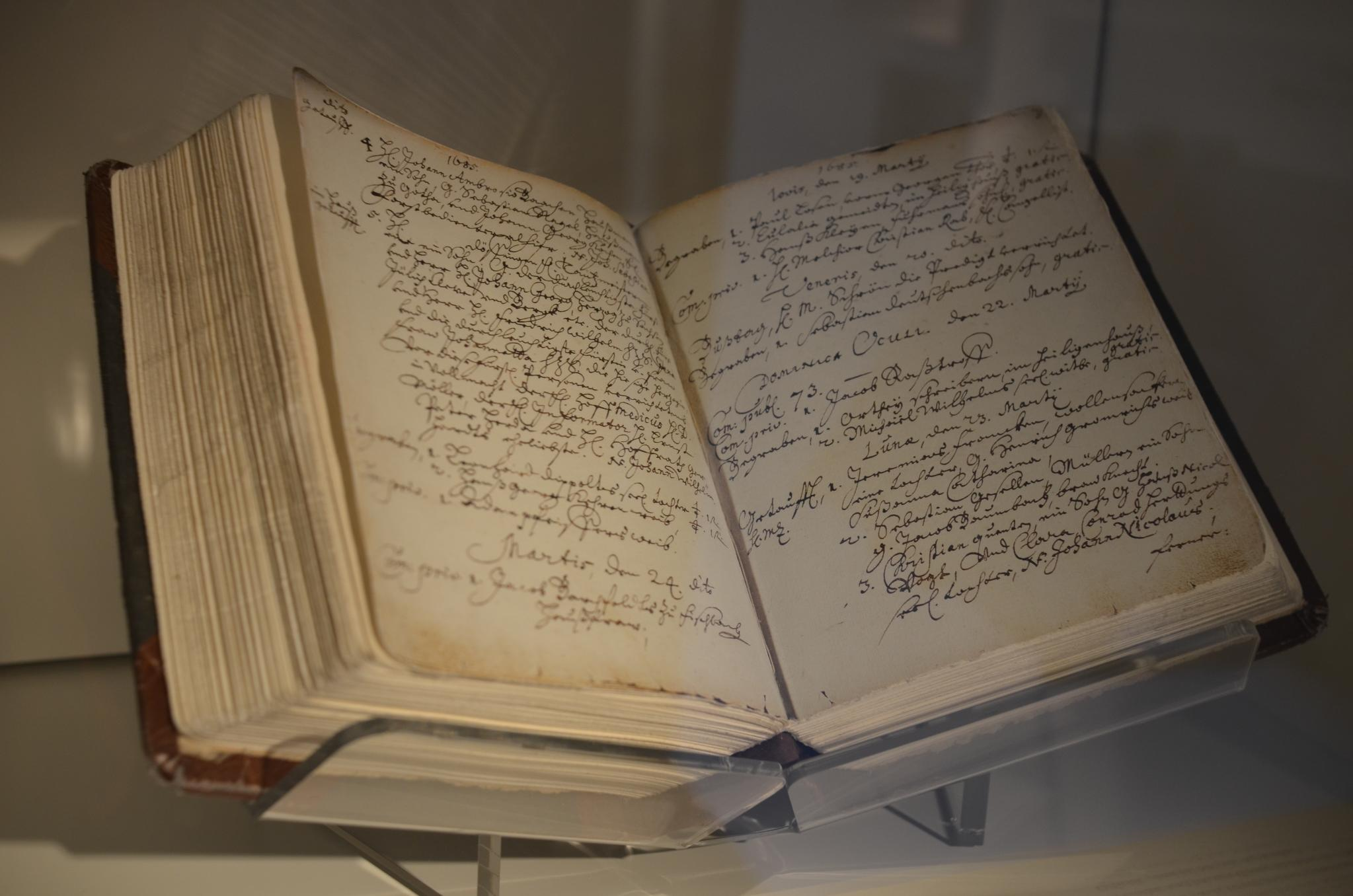
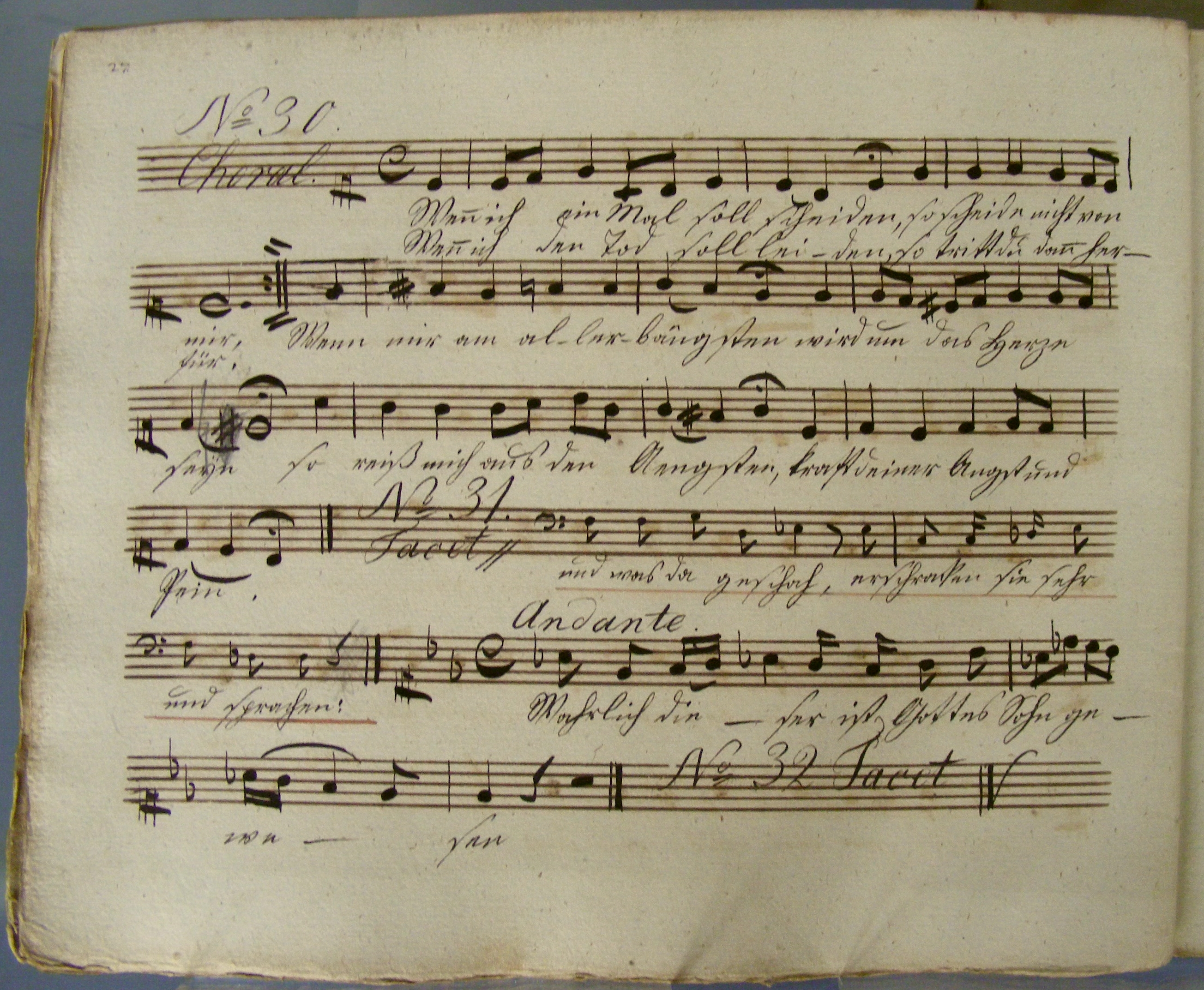
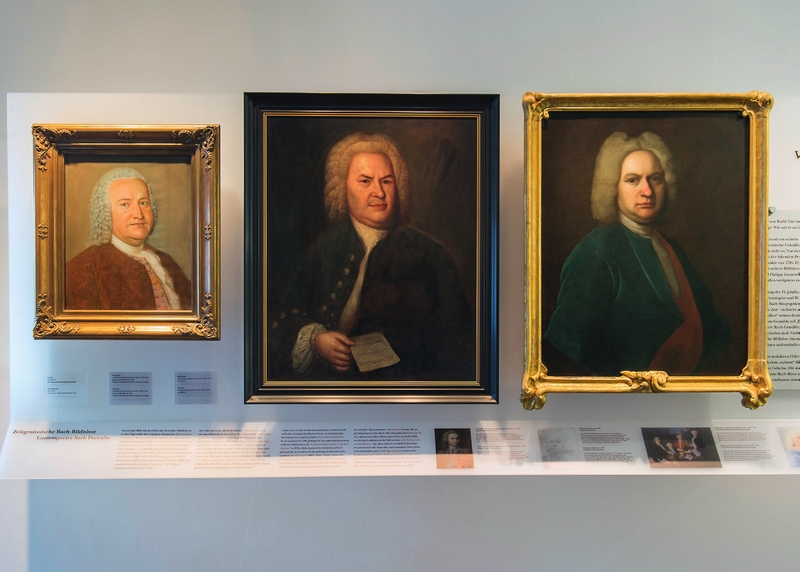
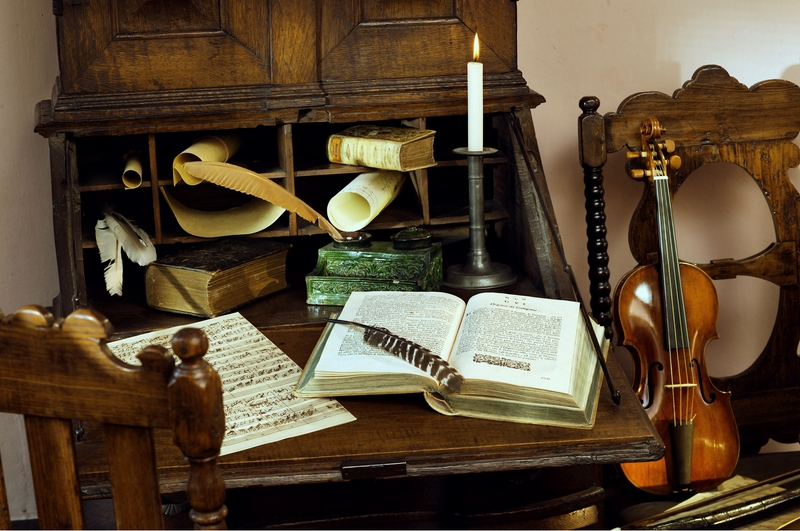
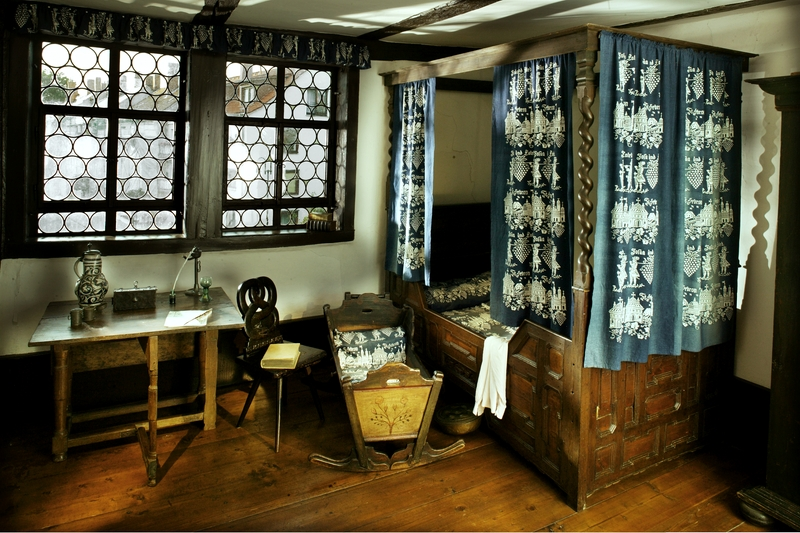
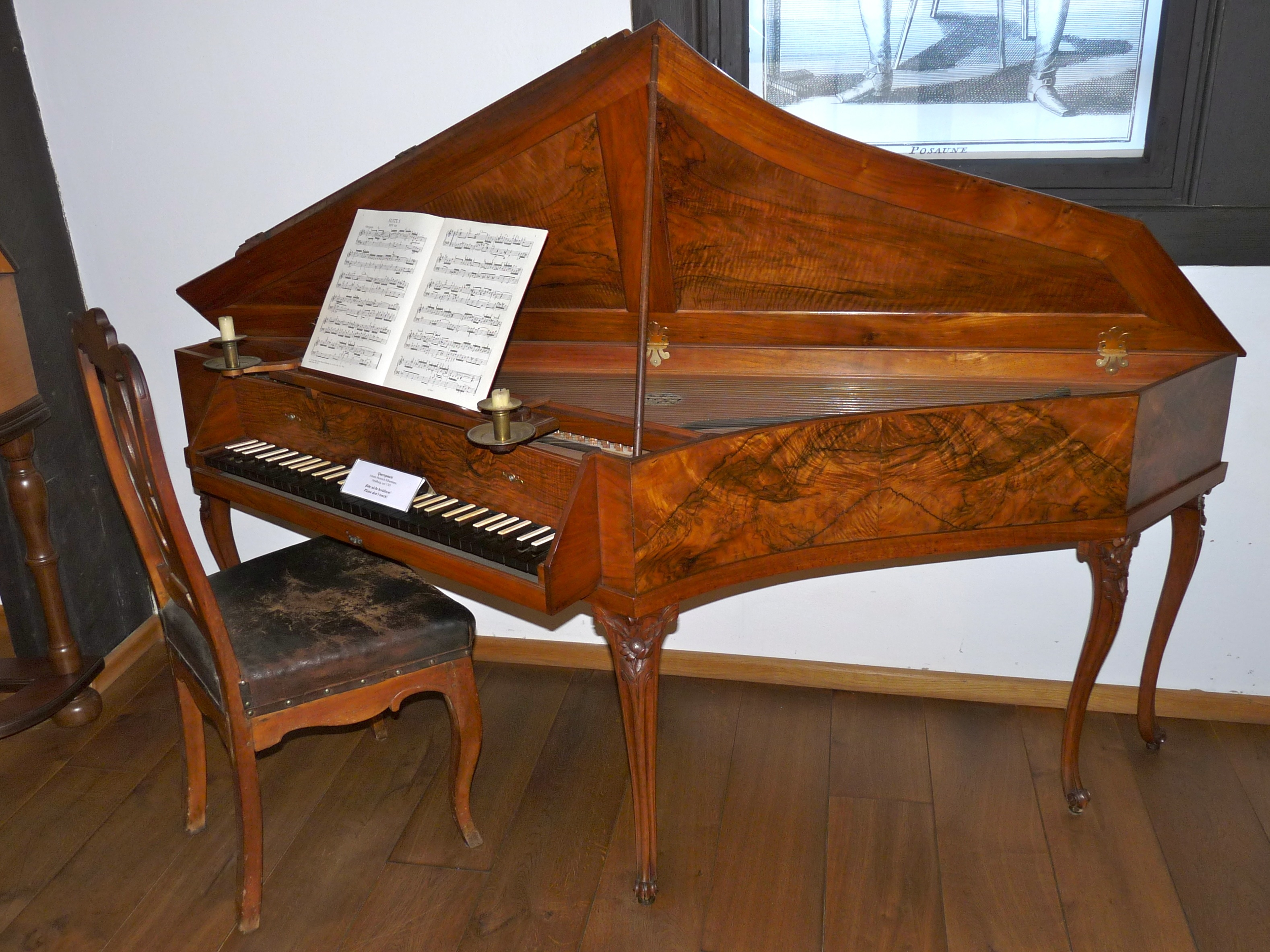
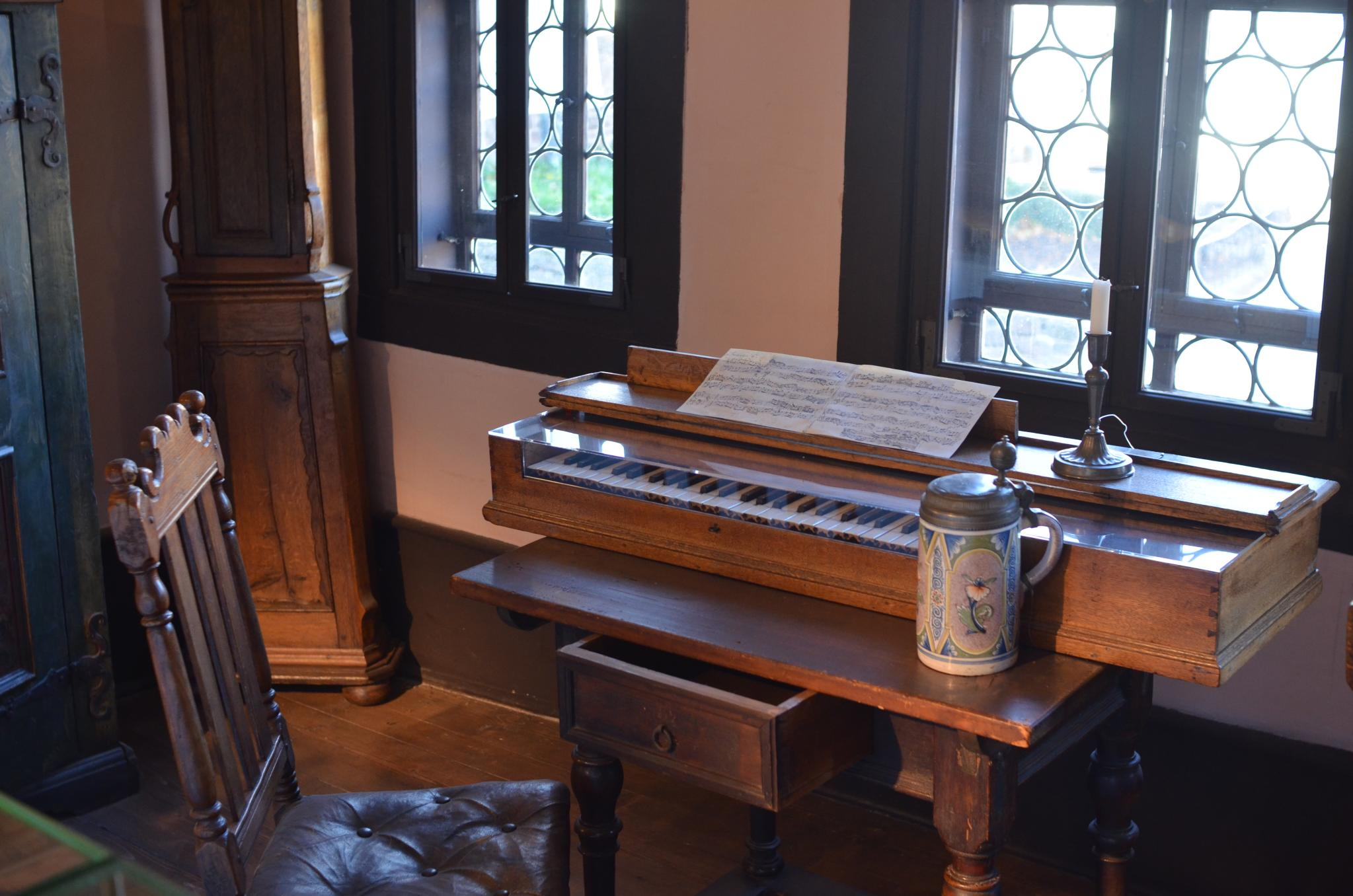
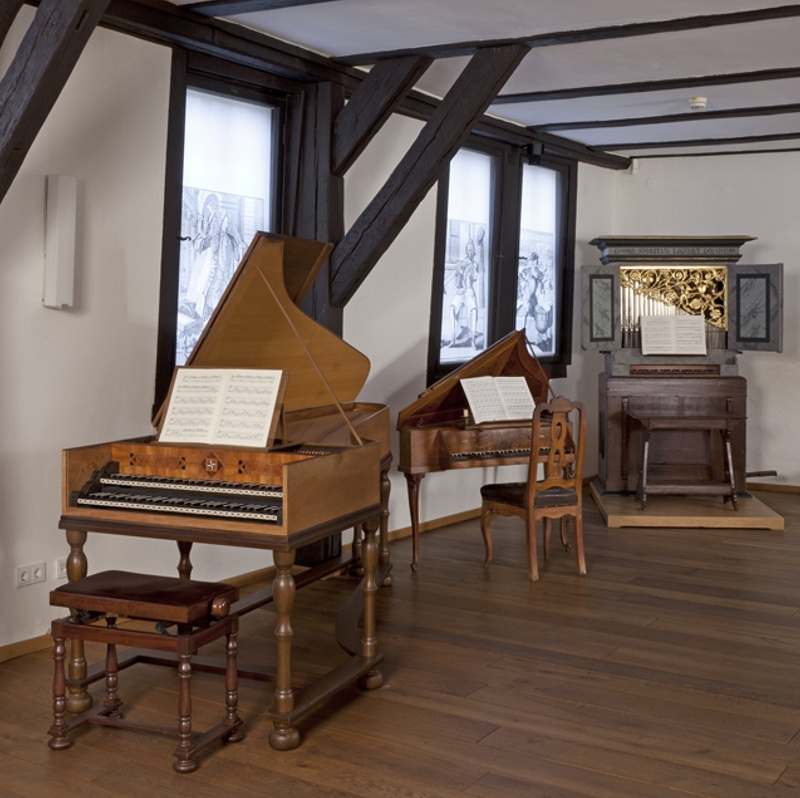
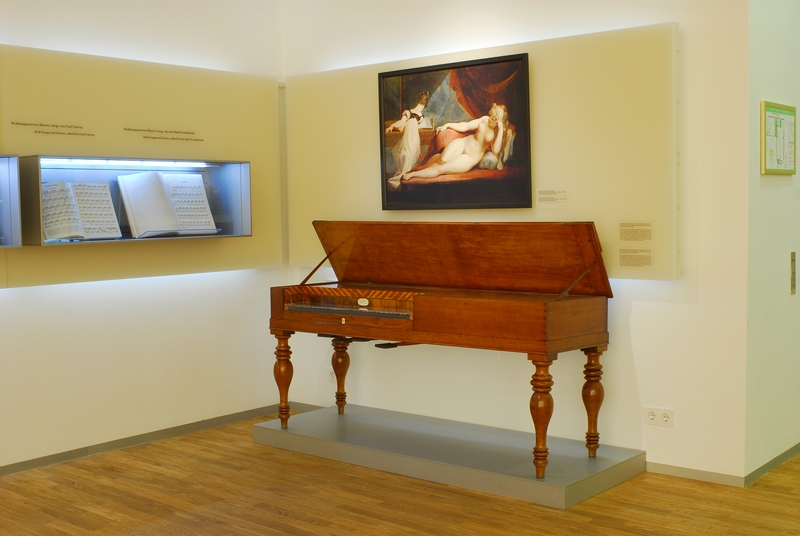

Le musée expose tout ce qui concerne Jean-Sébastien Bach et l’œuvre de sa vie, dont une importante collection de meubles, décors, objets originaux, vêtements, collections, documents, partitions, instruments de musique baroques originaux, statues, portraits, dessins, gravures, bibliothèque théologique de Bach, bibliothèque de plus de 5000 volumes sur Bach et ses contemporains, et sur l’histoire de la musique en général, expositions temporaires thématiques, petits concerts de musique baroque à heures régulières,,...

## Autre musée Jean-Sébastien Bach
- Bosehaus de Leipzig (musée et hébergement des Bach-Archiv Leipzig et Neue Bachgesellschaft)

## Au cinéma
- 2003 : Il était une fois Jean-Sébastien Bach, de Jean-Louis Guillermou, avec Christian Vadim dans le rôle de Jean-Sébastien Bach.